# 格罗唐坎
格罗唐坎（法語：Grostenquin，法語發音：[ɡʁotɑ̃kɛ̃]；洛林法兰克语：Grosstänsche）是法国摩泽尔省的一个市镇，位于该省中部，属于福尔巴克-布莱摩泽尔区。

## 地理
格罗唐坎（48°58'48"N, 6°44'20"E）面积21.77 平方千米，位于法国大東部大區摩泽尔省，该省份为法国东北部内陆省份，是洛林的一部分，西南接默尔特-摩泽尔省，东临下莱茵省，北与卢森堡和德国接壤。
与格罗唐坎接壤的市镇（或旧市镇、城区）包括：贝里格-万特朗日、贝尔默兰、比斯特罗夫、埃尔斯特罗夫、弗朗卡尔特罗夫、弗雷梅斯特罗夫、弗雷布斯、拉南、利克桑-莱圣阿沃尔德、瓦勒朗日、维尔曼。

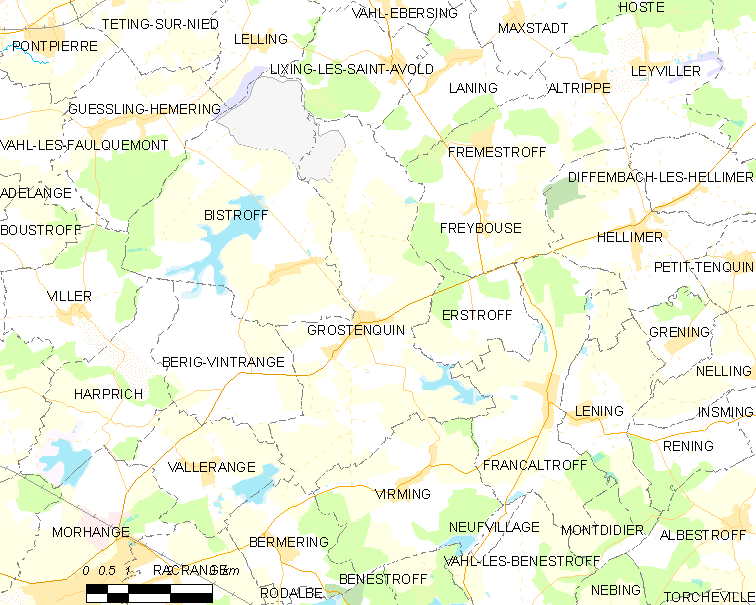
格罗唐坎的OSM定位图

格罗唐坎的时区为UTC+01:00、UTC+02:00（夏令时）。

## 行政
格罗唐坎的邮政编码为57660，INSEE市镇编码为57262。

## 政治
格罗唐坎所属的省级选区为萨拉尔布县。

## 人口

1962-2008年间格罗唐坎人口变化图示

格罗唐坎于2022年1月1日时的人口数量为620人。